# Гудвілл (Пенсільванія)
Гудвілл (англ. Goodville) — переписна місцевість (CDP) в США, в окрузі Ланкастер штату Пенсільванія. Населення — 388 осіб (2020).

## Географія
Гудвілл розташований за координатами 40°8′1″ пн. ш. 76°0′12″ зх. д. / 40.13361° пн. ш. 76.00333° зх. д. (40.133641, -76.003243).  За даними Бюро перепису населення США в 2010 році переписна місцевість мала площу 4,00 км², з яких 3,99 км² — суходіл та 0,01 км² — водойми.

## Демографія
Згідно з переписом 2010 року, у переписній місцевості мешкали 482 особи в 152 домогосподарствах у складі 125 родин. Густота населення становила 121 особа/км².  Було 157 помешкань (39/км²).
Расовий склад населення:
| - 94,2 % — білих - 1,5 % — чорних або афроамериканців - 0,6 % — азіатів - 2,7 % — осіб інших рас |

До двох чи більше рас належало 1,0 %. Частка іспаномовних становила 2,9 % від усіх жителів.
За віковим діапазоном населення розподілялося таким чином: 36,1 % — особи молодші 18 років, 52,5 % — особи у віці 18—64 років, 11,4 % — особи у віці 65 років та старші. Медіана віку мешканця становила 29,3 року. На 100 осіб жіночої статі у переписній місцевості припадало 93,6 чоловіків;  на 100 жінок у віці від 18 років та старших — 92,5 чоловіків також старших 18 років.
Середній дохід на одне домашнє господарство  становив 69 840 доларів США (медіана — 64 688), а середній дохід на одну сім'ю — 65 965 доларів (медіана — 64 688). За межею бідності перебувало 18,3 % осіб, у тому числі 13,6 % дітей у віці до 18 років та 0,0 % осіб у віці 65 років та старших.
Цивільне працевлаштоване населення становило 317 осіб. Основні галузі зайнятості: будівництво — 38,2 %, транспорт — 14,8 %, науковці, спеціалісти, менеджери — 13,9 %.